# Tot Heil des Volks
Tot Heil des Volks is een christelijke organisatie die zich richt op hulpverlening in Nederland.

## Aanpak
Tot Heil des Volks is een koepelorganisatie waaronder verschillende organisaties en projecten vallen, elk gericht op een andere doelgroep. Medewerkers en vrijwilligers bieden professionele hulp aan deze doelgroepen. De volgende projecten zijn onderdeel van Tot Heil des Volks:
- Scharlaken Koord
- Wal-125 (voorheen AHA - Amsterdammers helpen Amsterdammers)
- Het Fort
- Waypoint

Ook beschikt de organisatie over twee hostels in Amsterdam (Shelter City en Shelter Jordan).

## Geschiedenis
Tot Heil des Volks werd in 1855 opgericht door de doopsgezinde predikant Jan de Liefde. De Liefde was actief binnen de opwekkingsbeweging het Réveil, een beweging die zich keerde tegen het rationalisme van de Verlichting. De predikant evangeliseerde onder het arme deel van de bevolking van Amsterdam en richtte Tot Heil des Volks op om alle Nederlanders met het evangelie te bereiken. Binnen korte tijd waren er door het land heen verschillende afdelingen. Ook waren in verschillende plaatsen, te weten Rotterdam, Purmerend, Schiedam, Gouda, Eerbeek en de provincie Friesland evangelisten in dienst van de vereniging actief. Tot Heil des Volks hield zich vooral bezig met onderwijs, evangelisatie en later armoedebestrijding. De zondagsscholen waren het meest karakteristiek. De evangelisatie vond onder andere plaats via traktaten en huis- en ziekenbezoeken. Bijna vanaf het begin hoorde armoedebestrijding ook tot de kerntaken van Tot Heil des Volks. Zij leverde materiële hulp, maar opende bijvoorbeeld ook in 1871 een naaiatelier in Amsterdam waar weduwen leerden naaien.

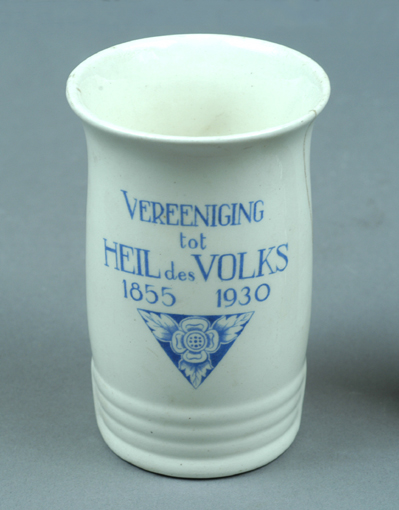
Jubileumbeker 1930

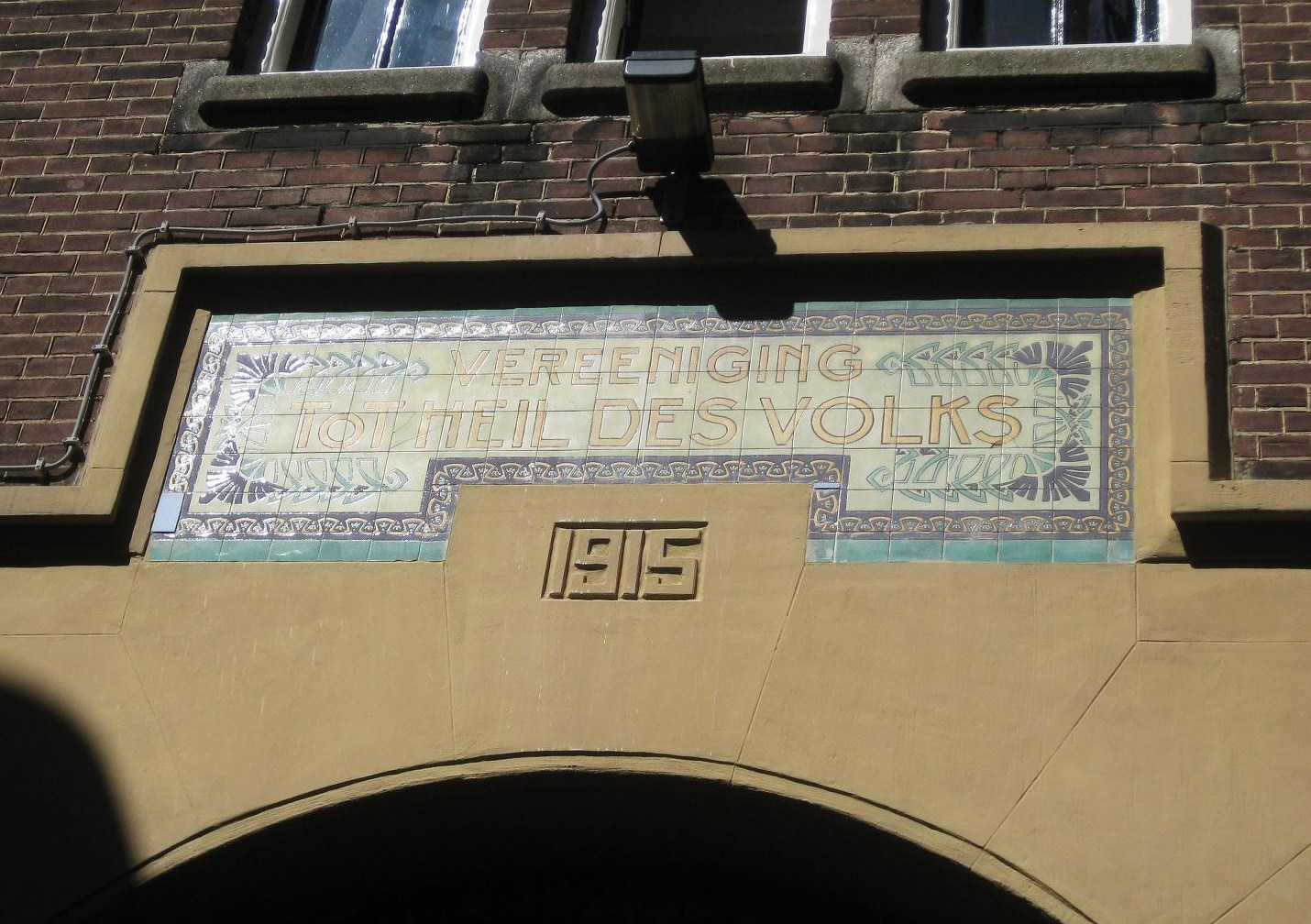
Detail tegeltableau boven de ingang

De vereniging richtte een drietal "bewaarscholen" op, allen in Amsterdam. De eerste lagere school werd in 1923 door Tot Heil des Volks gesticht. Dat was mogelijk gemaakt nadat er vanuit de overheid ook financiering beschikbaar kwam voor het bijzonder onderwijs. Een belangrijk deel van het werk van de organisatie draaide rondom de scholen. In 1966 had Tot Heil des Volks nog drie kleuterscholen en twee lagere scholen. Acht jaar later waren die allemaal gesloten. Een belangrijke reden daarvoor was dat veel jonge gezinnen wegtrokken uit het centrum van Amsterdam.
Tijdens de Tweede Wereldoorlog waren medewerkers van Tot Heil des Volks volop bij het verzet betrokken. De bekende verzetsman Henk van Randwijk gaf leiding aan de Eben-Haëzer-school. Tot Heil des Volks zond hem met ziekteverlof zodat hij zich volledig kon wijden aan het verzetswerk. Via het kantoor van de organisatie werden regelmatig illegaal verkregen distributiebonnen verspreid. Ook werd hulp geboden aan Joden door middel van het regelen van onderduikplaatsen in het land. Tijdens een razzia wist een aantal Joden te ontkomen via een ingang tot het gebouw van Tot Heil des Volks aan de Oudezijds Achterburgwal. Terwijl zij zich in het pand bevonden verscheen er een groep Duitse soldaten aan de deur met de vraag of er zich binnen Joden bevonden. Directeur Frans Stroethoff wees naar het naambord van de Tot Heil des Volks en bracht de Hitlergroet. Door het woord Heil in de naam dachten de Duitsers dat zij van doen hadden met een organisatie die op nationaalsocialistische leest was geschoeid en dropen af. Stroethoff werd later in de oorlog gearresteerd en werd aangemerkt als Todeskandidat, maar werd uiteindelijk vrijgelaten.
Onder leiding van de nieuwe directeur Johan Frinsel sr. begon de organisatie zich vanaf de tweede helft van de jaren zestig te richten op andere, actuelere thema's. Er ontstond in 1969 in Amsterdam een centrum voor de opvang van drugsverslaafden. Vanaf 1976 had Tot Heil des Volks de beschikking over een boerderij in het Groningse Veelerveen. Twee voormalige scholen in de Bloemstraat en Barndesteeg in Amsterdam werden opgebouwd tot twee toeristenhostels (Shelter City en Shelter Jordan). In 1975 begon Frinsel met - in zijn eigen woorden "de meest omstreden tak van de organisatie" - de Evangelische Hulpverlening aan Homofielen (EHAH, tegenwoordig bekend onder de naam Stichting Different).
Het Scharlaken Koord werd in 1985 opgericht als onderdeel van Tot Heil des Volks. Deze afdeling richt zich op evangelisatie en hulpverlening onder prostituees. Ook heeft zij een uitstapprogramma voor wie wil stoppen met dit werk. Verder wordt er veel gedaan rondom preventie. Het Scharlaken Koord gaat bijvoorbeeld actief scholen langs om te waarschuwen voor het gevaar van loverboys. Vooral doordat de ChristenUnie in 2007 onderdeel was van de regering kwam er veel geld - 15 miljoen euro - beschikbaar voor uitstapprogramma's in 14 verschillende steden. Het Scharlaken Koord verwierf opdrachten in Deventer, Haarlem en Amsterdam. In alle drie de plaatsen was er vanuit de politiek veel kritiek op de religieuze kleur van de organisatie. Zo was er de vrees dat de medewerkers van het Scharlaken Koord, die met subsidiegeld betaald werden, vooral zouden evangeliseren. Ook was er kritiek op het feit dat het Scharlaken Koord in haar personeelsadvertenties nadrukkelijk verlangt dat kandidaten een christelijke achtergrond hebben. Kritiek vanuit de Haarlemse gemeenteraad op dit punt was voor het Scharlaken Koord reden om in 2011 een opdracht te weigeren. De gemeente Deventer stopte vanaf 2013 met het subsidiëren van het programma aldaar. Volgens verschillende gemeenteraadsfracties was er onvoldoende resultaat.
Andere deelprogramma's die onder Tot Heil des Volks vielen, richtten zich op het tegengaan van seksverslaving (CHAP) en het verzorgen van stadswandelingen en fietstochten in (regio) Amsterdam (De Wandelende tak). Directeur Frans Stroethoff startte in 1937 met het blad De Oogst om de achterban te informeren over alle activiteiten. In 2008 begon de organisatie met de opinie-site Habakuk en nam in 2011 de christelijke camping De Sikkenberg in het Groningse Onstwedde over, waar toenmalig directeur Van Rhee mede-eigenaar van was. Onder de naam Waypoint runt de organisatie ook in verschillende plaatsen een programma dat zich richt op het tegengaan en voorkomen van drugsverslaving.
Tot Heil des Volks kwam onder vuur te liggen nadat dagblad Trouw in januari 2012 meldde dat christelijke homo's die hun geaardheid "zondig" vonden bij Stichting Different, onderdeel van Tot Heil des Volks, therapie konden krijgen die hun gevoelens moest onderdrukken en deze geheel vergoed kregen via de zorgverzekering. Hierna stak er een storm van verontwaardiging op onder politici en opiniemakers, hoewel de Inspectie voor de Gezondheidszorg Tot Heil des Volks twee weken later vrijpleitte en stelde dat er geen sprake was van therapieën gericht op homogenezing. Twee jaar later kwam de organisatie onder vuur te liggen, mede door toedoen van een uitzending van EenVandaag in oktober 2014. De kritiek spitste zich toe op een incident dat gebeurde bij Ruchama, een vrouwenopvanghuis onder de vlag van Tot Heil des Volks. Van Rhee zou een aantal vrouwen in gevaar hebben gebracht door ze midden in de nacht op straat te laten plaatsen.
Nadat directeur Van Rhee - die een jaar na zijn overstap overleed - in 2014 wethouder werd in de gemeente Stichtse Vecht volgde de predikant Gert Hutten hem op. Dat gaf de nodige onrust, in totaal vertrokken zeven medewerkers, waaronder Krijn de Jong en Hans Frinsel. Hutten stroomlijnde de activiteiten van de organisatie, de focus kwam te liggen op vier doelgroepen; prostituees, verslaafden, kinderen in armoede en daklozen. Dit had praktische consequenties. Zo werd de camping De Sikkenberg afgestoten en stopte het weblog Habakuk.nu. In 2020 besloot Tot Heil des Volks ook te stoppen met Different. De organisatie maakte op haar eigen website bekend dat men wegens personeelsgebrek niet anders kon dan focussen op hun andere activiteiten. Het donateursmagazine De Oogst kreeg in 2020 een nieuwe naam en vormgeving en verschijnt sindsdien onder de naam Zien.  Volgens oud-medewerker Krijn de Jong was directeur Gert Hutten er "vanaf zijn eerste dag was op uit om te stoppen met Different", omdat hij meer ruimte zag voor homorelaties.

## Directeuren

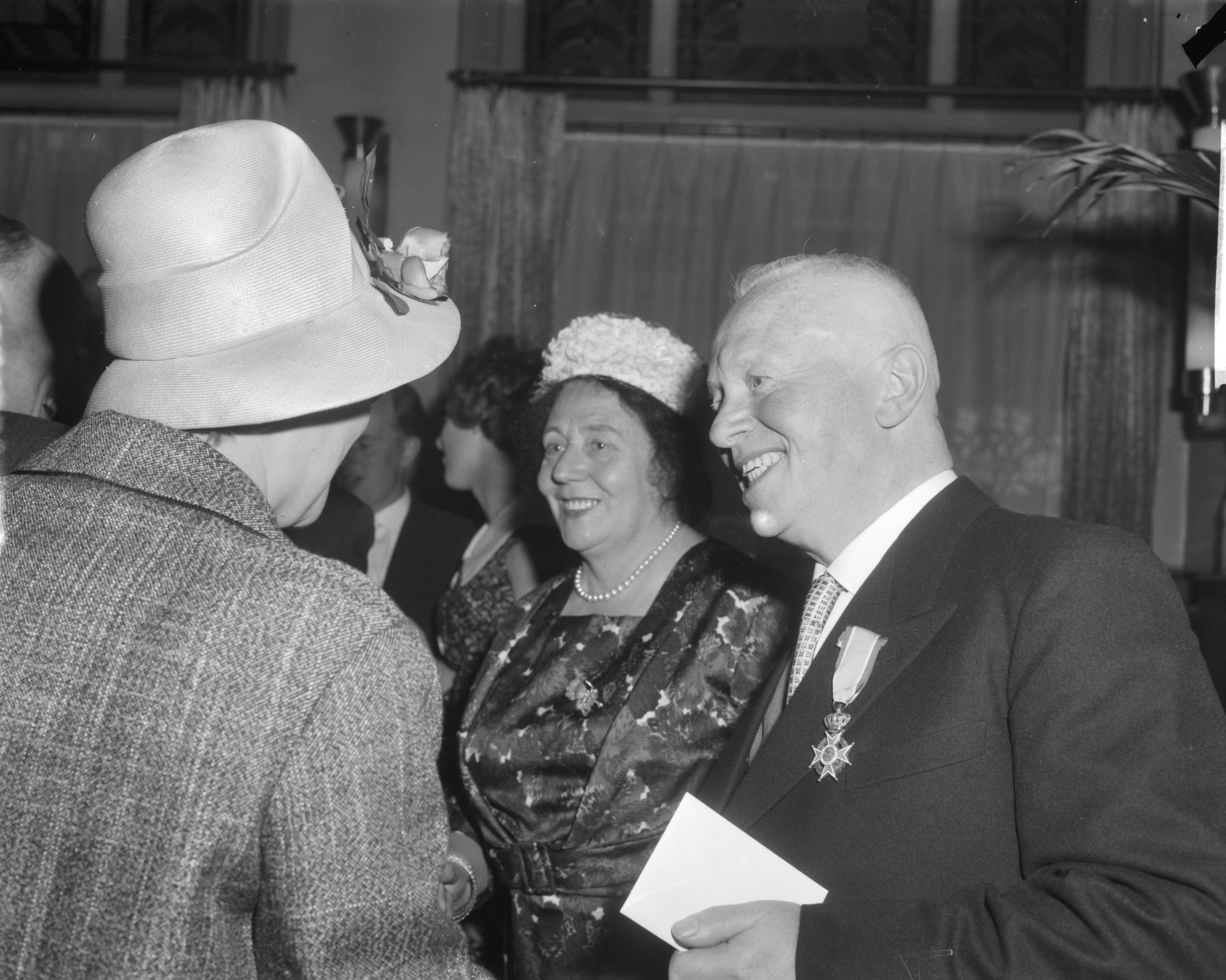
De eerste directeur Frans Stroethoff (1962)

Tot Heil des Volks kent sinds 1937 de functie van directeur:
| van  | tot   | naam                |
| ---- | ----- | ------------------- |
| 1937 | 1967  | Frans Stroethoff    |
| 1967 | 1992  | Johan Frinsel sr.   |
| 1992 | 1999  | Hans Frinsel        |
| 2001 | 2007  | Martien Jan de Haan |
| 2007 | 2014  | Henk van Rhee       |
| 2015 | 2023  | Gert Hutten         |
| 2023 | heden | Joël Voordewind     |